# Evarcha mongolica
Evarcha mongolica är en spindelart som beskrevs av Danilov, Logunov 1993 [1994. Evarcha mongolica ingår i släktet Evarcha och familjen hoppspindlar. Inga underarter finns listade i Catalogue of Life.